# Davao Aguilas FC
Davao Aguilas Football Club – profesjonalny klub piłkarski z Davao City, reprezentujący wyspę Mindanao w Philippines Football League (PFL). Założony został 26 marca 2017 roku, a w założeniu jego celem było reprezentowanie południowej Filipin na krajowej scenie piłkarskiej.

## Historia
Klub oficjalnie zadebiutował w marcu 2017 roku wraz z ceremoniałem otwarcia w Davao del Norte Sports Complex – na  ich pierwszym stadionem domowym. W swoim debiutanckim sezonie Philippines Football League (2017) klub zajął 7. miejsce.
W sezonie 2018, Aguilas wystąpili w finale inauguracyjnej edycji Copa Paulino Alcantara, przegrywając 0:1 z Kaya–Iloilo na neutralnym stadionie Rizal Memorial. W tym samym roku klub nawiązał partnerską współpracę z japońskim Shonan Bellmare i przyjął tymczasową nazwę Davao Aguilas Bellmare FC. Mimo sportowych aspiracji, klub wycofał się z Philippines Football League pod koniec 2018 roku, pozostawiając częściowo aktywne struktury młodzieżowe

## Reaktywacja klubu
Po roku przerwy, w lipcu 2020 Davao Aguilas wznowił działalność, angażując się w programy młodzieżowe i rozgrywki 7’s Football League. W lipcu 2023 klub powrócił do Copa Paulino Alcantara, ponownie dochodząc do finału — jednak ponownie uległ klubowi Kaya–Iloilo po dogrywce. W lutym 2024 potwierdził swój powrót do Philippines Football League na sezon 2024/2025, w którym zajęli 6 miejsce.

## Skład
Skład klubu liczy 30 zawodników o średniej wieku 27,4 lat, w tym 12 zagranicznych graczy (40 %)
| Nr | Poz. | Piłkarz               |
| -- | ---- | --------------------- |
| 16 | BR   | Dini Ouattara         |
| 31 | BR   | Jhon Betanio          |
| 91 | BR   | Miguel Abada          |
| 42 | OB   | Lukman Hussein        |
| 12 | OB   | Miggy Clarino         |
| 5  | OB   | Reynald Villareal     |
| 23 | OB   | Salvador Pliego       |
| 50 | OB   | Mantvydas Tikstinskis |
| 34 | OB   | Nestor Mbessa         |
| 3  | OB   | Jayvee Kallukaran     |
| 17 | OB   | Richard Talaroc       |
| 18 | OB   | Romel Catarinin       |
| 2  | OB   | Jun-su Mun            |
| 44 | OB   | Michael Menzi         |
| 6  | OB   | Ojay Clarino          |

| Nr | Poz. | Piłkarz                      |
| -- | ---- | ---------------------------- |
| 25 | OB   | Issa Diallo                  |
| 35 | OB   | Syendio Fernanda             |
| 8  | PO   | Jhomaray Sapal               |
| 14 | PO   | Dale Reas Do                 |
| 19 | PO   | Yohann Fofana                |
| 39 | PO   | Paolo Bugas                  |
| 77 | PO   | Victor Cabral                |
| 74 | PO   | Anton Ganas                  |
| 98 | NA   | Troy Limbo                   |
| 11 | NA   | Uriel Dalapo                 |
| 13 | NA   | Kart Talaroc                 |
| 88 | NA   | Nicolas Ferrer               |
| 9  | NA   | Gabriel Costa                |
| 71 | NA   | Robert Lopez Mendy (kapitan) |
| 26 | NA   | Rendon Cielo                 |

## Stadion
Klub korzysta z Davao del Norte Sports Complex w Tagum (pojemność  3 000 widzów) jako głównego obiektu domowego, wyposażonego w naturalną murawę i stadion z boiskiem treningowym oraz bieżnią

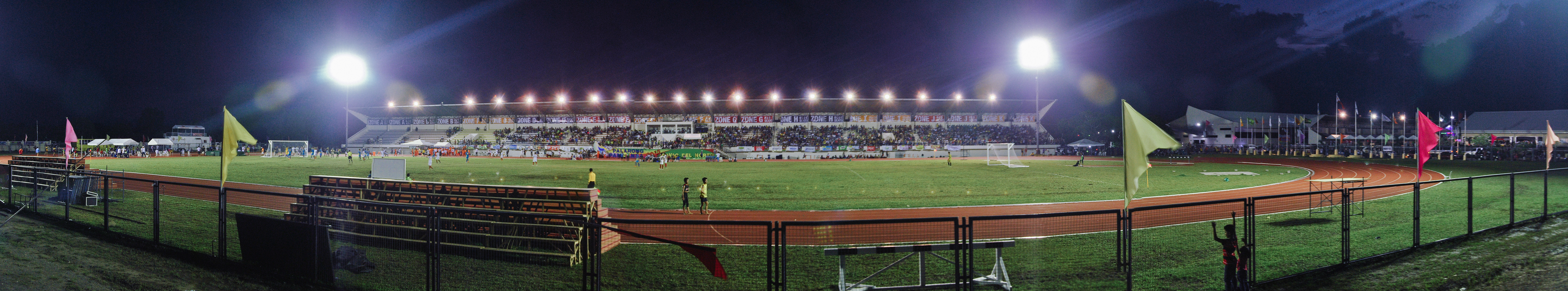
Stadion Davao Aguilas (2015)

## Sukcesy
- Finalista Copa Paulino Alcantara (2018, 2023)